# Rudolf Scheffler
Rudolf Scheffler (* 5. Dezember 1884 in Zwickau; † 9. Mai 1973 in Valley Cottage, Rockland County, New York) war ein deutsch-amerikanischer Maler, Grafiker und Mosaikkünstler.

## Leben und Werk
Scheffler studierte an der Kunstakademie Dresden, u. a. bei Carl Bantzer, Otto Gussmann und Hermann Prell. Danach arbeitete er in Dresden als freischaffender Maler. Er wurde Mitglied des Sächsischen Kunstvereins und der Künstlervereinigung Dresden und hatte sich bald etabliert. Zahlreiche Studienreisen führten ihn nach Italien, Frankreich, England und Holland. 1913 zeichnete ihn die Dresdner Akademie mit der Goldenen Medaille des Rompreises und einem Stipendium für einen einjährigen Studienaufenthalt in Rom aus. 1914 erwarb das Dresdner Kupferstichkabinett seine Kreidezeichnung Strand in Egmond. 1916 schuf Scheffler in einem Wettbewerb ein allegorisches Gemälde, das dann im Kassenraum des Arnholdschen Bankhauses in Dresden angebracht wurde.
Scheffler nahm als Soldat am Ersten Weltkrieg teil. 1920 zog er mit seiner Frau nach Wieck auf dem Darß. Dort bezogen sie eine der vier Windmühlen, in der sie sich ihre Wohnung und das Atelier einrichteten. Den Innenraum der Mühle gestaltete Scheffler mit aufwendigen Wand- und Deckenmalereien aus der nordischen Sagenwelt.
Zu Beginn der 1920er Jahre erhielt Scheffler eine Professur an der Dresdner Akademie. 1923 wurde er Hauptgestalter der für ihre Mosaik- und Glasmalereiarbeiten weltbekannten Werkstatt Puhl & Wagner in Berlin. 1924 wurde ihm von der Firma die Ausführung einer großen Mosaikgestaltung in der Kathedrale von St. Louis/Missouri in den USA übertragen. Er richtete sich ein Atelier in Brooklyn/New York ein, hier blieb er für zwei Jahrzehnte. Ende der 1920er Jahre entdeckte er die Kolonie bedeutender amerikanischer Impressionisten in Old Lyme/ New London County/Connecticut. Er kaufte sich in Old Lyme ein Sommerhaus und arbeitete seitdem im Wechsel dort und in Brooklyn. 1942 zog er von Brooklyn nach Valley Cottage am Hudson River im Rockland County, etwa eine Stunde nördlich von New York. Er wechselte nunmehr zwischen Valley Cottage und Old Lyme.
Er arbeitete weiter künstlerisch und schuf neben Ölgemälden, Radierungen und Zeichnungen u. a. auch eine bedeutende Zahl von Wandgemälden, Mosaiken und Glasmalereien für öffentliche Gebäude. Ein von ihm gestaltetes Fenster befindet sich in der St. Augustine Church in Larchmont.
1935 besuchte Scheffler letztmals Wieck. Scheffler blieb bis zu seinem Tod künstlerisch aktiv. Rudolf Scheffler verstarb 1973 in Valley Cottage, er wurde auf dem North Lyme Cemetery in Lyme bestattet. Er ist heute sowohl in Deutschland wie in den USA weitgehend vergessen.

„Kirchen, Synagogen, Theater, Bibliotheken, Postämter und Hotels in 18 Staaten der USA wurden zu Schauplätzen seines künstlerischen Schaffens. Daß Rudolf Scheffler neben seinen großen architektonischen Design-Auftragsarbeiten stets „privat“ Bilder [vor allem  Landschaften, Stilleben, Portraits und Tiere] malte, machte sein Künstlerleben so interessant.“

## Werke (Auswahl)
- Herrenbildnis (Tafelbild, um 1911)[6]
- Treppenhausmusikanten (Radierung; vor 1918; eine der Jahresgaben des Sächsischen Kunstvereins)[7]
- Der Prediger in der Wüste (um 1920)[8]
- Huka-Album. Zum Besten der Deutschen Bühnengenossenschaft. Nebentitel: Album Humoristischer Künstler-Abend von Mitgliedern der Königl. Hoftheater Dresden. Dresden, Waldheim 1918. Orig.-Zeichn. von Rudolf Scheffler

## Ausstellungen
- 1912: Dresden, Große Kunstausstellung
- 1913: Dresden, Ausstellung des Sächsischen Kunstvereins
- 1916: Dresden, Galerie Ernst Arnold („Zweite Ausstellung Dresdner Künstler die im Heeresdienst stehen“)[9]
- 1920: Dresden, Sommerausstellung der Künstlervereinigung Dresden
- 1989: Old Lyme, Florence Griswold Museum (postume Einzelausstellung)